# سانتا ماريا دي ريبوي
سانتا ماريا دي ريبوي (بالإسبانية: Monasterio de Santa María de Ripol)‏ هو دير للرهبنة البندكتية مبني على الطراز المعماري الرومانسكي، ويقع في مدينة ريبوي بكتالونيا شمال إسبانيا. رغم أن معظم الجزء الحالي من الكنيسة قد شُيِّد خلال إعادة بناءٍ في القرن التاسع عشر، فإنَّ تاريخ الدير الحقيقي يعود إلى القرن التاسع الميلادي، وهو يشتهر بفنِّه الرومانسكي.

## التاريخ

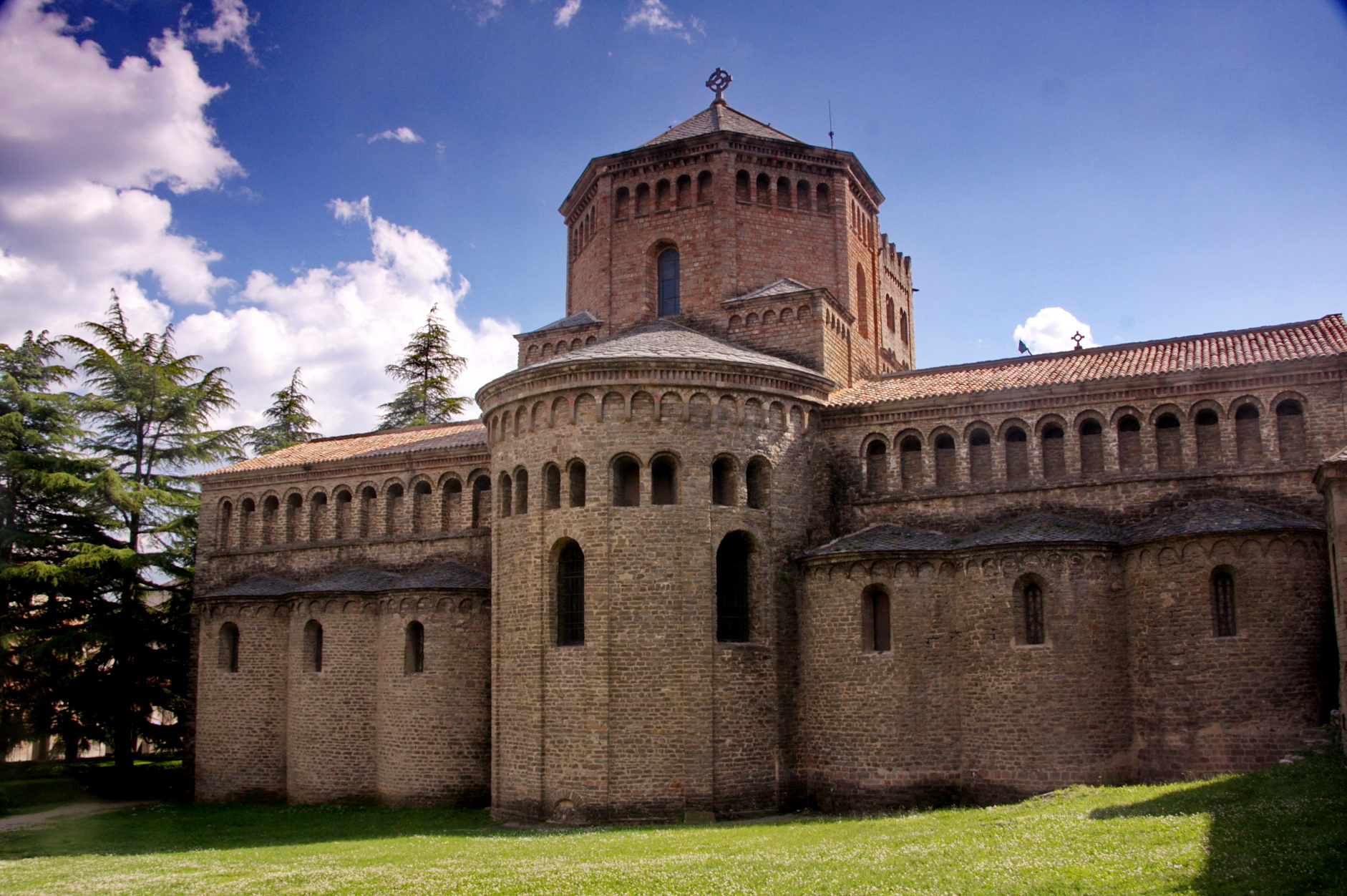
دير سانتا ماريا دي ريبوي.

أُسِّسَ دير سانتا دي ريبوي في عام 888، على يد الكونت ويلفريد المشعر، والذي استعملها كمركزٍ لإعادة اجتذاب سكَّان المنطقة بعد أن استعادها من المسلمين. وقد تلقَّى ريدولف ابن ويلفريد تعليمه في داخل الدير وأصبح رئيسه فيما بعد، وكذلك أصبح أسقف أورغل. نما الدير بسرعة، وشهد إعادة انتعاش في أعوام 935 و977 و1032، إلا إنَّ الرهبان لم يقيموا فيه بشكلٍ دائمٍ إلا بين عامي 1025 و1032. أسست عدة فروع لدير سانتا ماريا دي ريبوي كانت تابعة لها، منها دير ساينت مارتن دي كانيجو في فرنسا، وسانتا ماريا دي مونتسيرات. وقد عرف الدير كذلك بجمعه مخطوطاتٍ كثير، بلغ عددها 246 مخطوطة في عام 1046، وكانت بينها لاحقاً المخطوطة التاريخية المُسمَّاة "Gesta comitum Barcinonensium" (مآثر كونتات برشلونة وملوك أراغون)، وهي تعتبر أول تاريخ كتالوني مكتوبٍ على أيدي رهبان.
تولَّت إدارة الدير بين عامي 1169 و1170 كنيسة الساينت فيكتور في مرسيليا. كان سانتا ماريا دي ريبوي المركز الديني الأساسي في كتالونيا حتى القرن الخامس عشر عندما بدأت أهميته بالانحدار، بدءاً بخسارته سلطته على دير سانتا ماريا دي مونتسيرات في عام 1402. تضرُّر الدير بقوة إثر زلزالٍ في عام 1428، وقد أهيد بنائه مع التعويض عن الأجزاء المدمرة بأجزاءٍ مبنية وفق الطراز القوطي. أصبح الدير لاحقاً ضريحاً لعائلة كونتات برشلونة وكونتات بيسالو، وكذلك تحوَّل إلى مركزٍ تعليمي هام ومكتبة كبيرة. إلا إنَّ معظم المكتبة وأراشيف الدير الكبيرة دُمِّرت إثر حريقٍ ضخم في عام 1835، بعدها فقد المكان استعماله الديني، وكذلك دُمِّر من مبناه عمداً جزء آخر في عام 1847، وجزء من الكنيسة عام 1856. أعيد بناء الدير في عام 1886 تحت إدارة المعماري إلياس روجنت، وأعيد استعمالها بدءاً من سنة 1896.

## مدفونون
دفن في دير سانتا ماريا دي ريبوي عدد كبير من الشخصيات الكتالانية والأوروبية المعروفة، منها عددٌ كبير من كونتات برشلونة وبيسالو:
- ويلفريد المشعر.
- ريموند برانجيه الثالث.
- ريموند برانجيه الرابع.

كذلك ممَّن يقال أنهم دفنوا في الدير، إلا إنَّ مواقع دفنهم غير معروفة الآن:
- سونير كونت برشلونة.
- ميرو الأول.
- برانجيه ريموند الأول.

## اقرأ أيضاً
- العمارة الرومانسكية.
- الفن الرومانسكي.
- سانتياغو دي كومبوستيلا.
- المسيحية في كتالونيا.